# ساراواک
ساراواک (با الفبای جاوه‌ای: سراوق) (تلفظ در زبان مالایی: ساراواک) معروف به سرزمین منقارشاخی‌ها، ایالتی در کشور مالزی است.

## پیشینه
در سال ۱۸۳۹، یک انگلیسی به نام جیمز بروک (۱۸۰۳-۱۸۶۸) با ثروتی که به ارث برده بود یک کشتی تفریحی خریداری کرد و آن را مسلح ساخت. با این کشتی به سنگاپور رفت و سپس در پی ماجراجویی به بورنئو عزیمت کرد. در آنجا به خدمت سلطان برونئی در آمد که در آن زمان طعمه جنگ داخلی بود. در سال ۱۸۴۱ لقب راجا به او اهداء شد و از آن پس در منطقه کوچینگ حکومت کرد. این آغاز تشکیل یک امپراتوری خصوصی برای بروک و دو جانشین بود.
ساراواک در فردای جنگ دوّم جهانی به سال ۱۹۴۶ به مستعمرات انگلیس ملحق شد و در سال ۱۹۶۳ به استقلال رسید و به فدراسیون مالزی پیوست.

## سیاست
حزب خلق متحد ساراواک، حزب دموکرات ترقی خواه ساراواک، حزب بومیان سارواک، حزب ملی ساراواک از احزاب سیاسی این ایالت هستند.

## جغرافیا
این ایالت در مالزی شرقی و در شمال غربی جزیره بورنئو قرار دارد و مرکز آن شهر کوچینگ است.
این ایالت که به "سرزمین منقارشاخیها" معروف شده بزرگ‌ترین ایالت کشور مالزی است.
مهم‌ترین شهر و پایتخت آن کوچینگ است که جمعیت آن طبق آمار سال ۲۰۰۰ به ۴۵۸٬۳۰۰ نفر می‌رسد و کل جمعیت نیز بالغ بر ۲٬۱۷۶٬۸۰۰ نفر است.
شهرهای دیگر عبارت‌اند از :
سیبو با ۲۵۴٬۰۰۰ نفر جمعیت، بینتولو با ۱۷۶٬۸۰۰ نفر جمعیت و میری با ۲۶۳٬۰۰۰ نفر جمعیت.